# Torrador de café
Torrador de café é um utensílio doméstico ou industrial normalmente construído de metal que, com movimentos giratórios sobre uma fonte de calor torra do grão de café. Durante a torrefação, as propriedades sensoriais, químicas e físicas dos grãos de café verde são transformadas em produtos de café torrado, tornando o fruto em um produto quebradiço, facilmente moído, do qual se obtém o café bebido por infusão em água.

## Processo

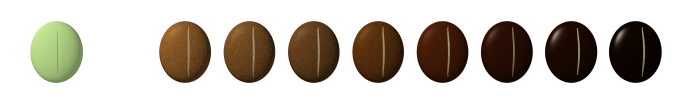
Diferentes níveis de torrefação

O café verde tem muitos ingredientes, como cafeína, gorduras, proteínas, ácidos e açúcar, todos influenciam no sabor e no aroma do café. No entanto, é apenas por meio da combustão controlada em um processo de torra de vários estágios que ocorrem as reações físico-químicas. No processo ocorre a reação de Maillard entre um aminoácido, proteína e um carboidrato redutor, obtendo-se produtos que dão sabor (flavor), odor e cor ao café. O aspecto dourado do café após a torra é o resultado da reação de Maillard, por meio das quais os diversos aromas e o sabor característico de um café se desenvolvem.
Na torrefação, o torrador de café deve ter uma temperatura entre 100 ° C a 260 ° C . O fornecimento de energia do torrador para os grãos ocorre por contato e predominantemente por convecção. Durante o processo de torra, o café deve ser constantemente circulado para garantir que o alimento torrado seja aquecido de maneira uniforme e que a torra seja feita de maneira uniforme.

## Leituras adicionais
- H.-D. Belitz, Werner Grosch, Peter Schieberle (2009). Food Chemistry (4 ed.). Springer. p. 939. ISBN 3540699333.
- Scott Rao: [http://www.scottrao.com/Coffee-Roasters-Companion.pdf The Coffee Roasters Companion., 2014.
- Sinnott, Kevin (2010). The Art and Craft of Coffee: An Enthusiast's Guide to Selecting, Roasting, and Brewing Exquisite Coffee. Quarry Books. pp. 42, 60. ISBN 1592535631.